# 西開普省
西開普省，是南非九個省之一，前身為開普省的西部。西開普省位于南非的西南端，面積129,449平方公里，是南非面積第四大的省份。2018年，該省人口為6,621,100人，是南非人口第三多的省份。首府及最大城市開普敦。

## 地理

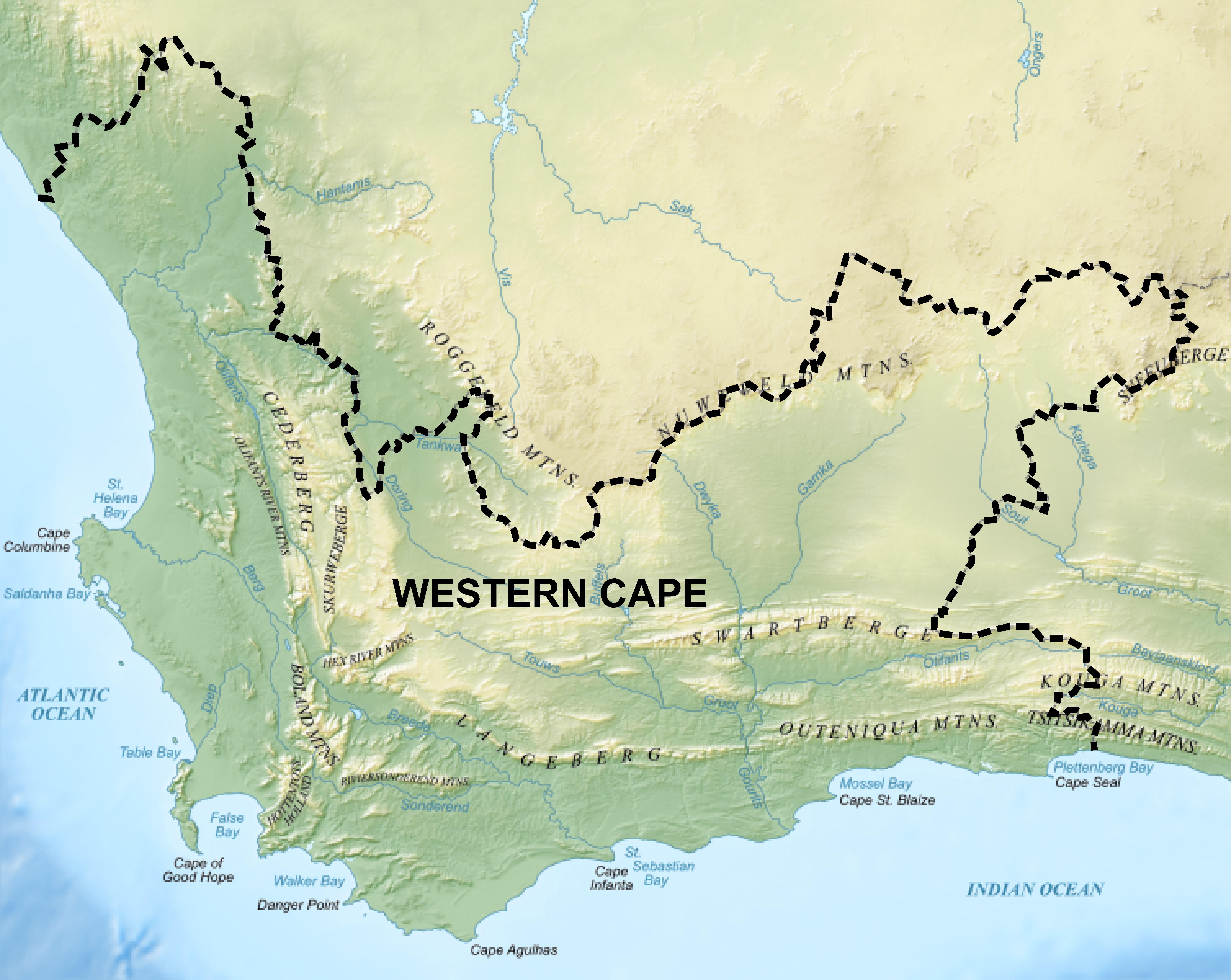
西開普省的地形。羅赫費爾德及紐沃費爾德山脈是大陡崖的一部分（見下圖）。其他山脈屬於開普褶皺帶，如下圖所示。西開普省的內陸邊界大部分位於大陡崖的山腳。

西開普省大致呈「L」形，從南非西南角的好望角向北及東延伸。其沿大西洋海岸向北延伸約400公里（250英里），並沿南非南海岸（南印度洋）向東延伸約500公里（300英里）。其北部與北開普省接壤，而東部則與東開普省接壤。西開普省土地總面積為129,462平方公里（49,986平方英里）:9，約佔南非全國總面積的10.6％。其面積大致相當於英格蘭或路易斯安那州。其首府及最大城市是開普敦，其他一些主要城市包括斯泰倫博斯、伍斯特、帕阿爾及喬治。花園大道和奧弗貝格是受歡迎的沿海旅遊區。
西開普省是非洲大陸最南端的地區，以厄加勒斯角為最南端，距離南極海岸線僅3,800公里。海岸線變化十分大，從沙灘到岩石，再到陡峭和多山的地方。唯一的天然海港是西海岸的薩爾達尼亞灣，位於開普敦以北約140公里處。然而，該地區缺乏淡水，這意味著它只是在最近才被用作港口。西開普省的主要港口建在桌灣，在自然狀態下，其完全暴露於冬季為該省帶來降雨的西北風暴，以及夏季幾乎不間斷的乾燥東南風。但是，從桌山和魔鬼峰獲得的淡水使早期的歐洲定居者願意在這個不太令人滿意的錨地的海岸上建造了開普敦。
西開普省在地形上異常多樣化。西開普省的大部分地區屬於開普褶皺帶，這是一組產生在寒武紀 - 奧陶紀時期，近乎平行的桌山砂岩（岩石的年齡大約為5.1億年前至3.3億年前；它們折疊成山脈發生在大約3.5億年前至2.7億年前）。山峰高度在不同範圍而有所變化，從1,000米到2,300米不等。範圍內的山谷通常非常肥沃，因為它們包含博克費爾德泥岩的風化壤土（參見左圖）。
遠處的內部構成了卡魯的一部分。西開普省的這個地區一般都是乾旱以及有丘陵的，有一個突出的陡崖，其靠近西開普省最內陸的邊界。
陡崖標誌著南非中部高原的西南邊緣（見左側中間和底部的圖表）。它與整個南非海岸線平行，除了在東北部被林波波河谷中斷，而在西北偏遠的地方則被奧蘭治河谷中斷。長達1,000公里的懸崖東北部被稱為德拉肯斯堡，其地理上與開普褶皺山脈完全不同，後者起源較早，是完全獨立於陡崖的起源。
西開普省的主要河流是流入大西洋的伯格河和象河，以及流入印度洋的布里德河和古利茨河。
其植被也極為多樣化，開普花卉王國的植物是西開普省以至世界上七大植物王國中特有的，其中大部分被凡波斯覆蓋（來自南非語，意為“精美灌木叢”（荷蘭語：Fijnbosch），但不確定它究竟是如何被提及的。）。這些常綠石楠荒地的物種多樣性極為豐富，在桌山上出現的植物種類與整個英國一樣多。它有各種類型的灌木、數千種開花植物和一些草。除了在開普半島的花崗岩和粘土上生長的銀樹——千層銀之外，開放的凡波斯通常沒有樹木，除了在更濕潤的山地溝壑中，高地山地雨林仍然存在於那裡。

## 重要市镇
- 開普敦（Cape Town）

## 行政区划
現任西開普省省長為來自民主聯盟的阿倫·溫德。
行政區劃如下：
- 開普敦市大都會自治市
- 西海岸區自治市（英语：West Coast District Municipality）
- 瓦恩蘭角區自治市（英语：Cape Winelands District Municipality）
- 奧弗貝格區自治市（英语：Overberg District Municipality）
- 花園大道區自治市（英语：Garden Route District Municipality）
- 中卡魯區自治市（英语：Central Karoo District Municipality）

## 外部連結
- Provincial Government of the Western Cape （页面存档备份，存于）
- Western Cape Tourism
- Western Cape Investment and Trade Promotion AgencyArchive.today的存檔，存档日期2006-09-23
- Municipal Demarcation Board
- Western Cape on Wazimap.co.za （页面存档备份，存于）

34°S 20°E / 34°S 20°E